# Liste der Mitglieder und Kandidaten des ZK der SED nach dem III. Parteitag
Diese Liste gibt einen Überblick über die auf dem III. Parteitag der SED (20.–24. Juli 1950) gewählten Mitglieder und Kandidaten des Zentralkomitees der SED. Aus seiner Mitte wurden der 1. Sekretär, die Mitglieder und Kandidaten des Politbüros sowie die Sekretäre des ZK gewählt.

## Mitglieder und Kandidaten des ZK
| Name                    | Mitglied seit | Status innerhalb des ZK                                                         | hauptberufliche Funktion zum Zeitpunkt des Parteitags                                                                                          | Anmerkungen                                                                                                   |
| ----------------------- | ------------- | ------------------------------------------------------------------------------- | --- | --- |
| Anton Ackermann         | 1946          | Kandidat des Politbüros                                                         | Staatssekretär im Ministerium für Auswärtige Angelegenheiten der DDR Leiter des Instituts für wirtschaftswissenschaftliche Forschung           | auf der 17. ZK Tagung (22.–23. Januar 1954) aus dem ZK ausgeschlossen                                         |
| Hermann Axen            | 1949          | Sekretär des ZK                                                                 | Leiter der Abteilung Agitation und Propaganda beim ZK der SED                                                                                  | |
| Kurt Barthel            | 1950          | Kandidat des ZK                                                                 | Schriftsteller | |
| Gerda Bauer             | 1947          | ZK-Mitglied                                                                     | | |
| Alfred Baumann          | 1952          | Kandidat des ZK                                                                 | Häuer im Zwickauer Steinkohlerevier | auf der II. Parteikonferenz im Juli 1952 gewählt                                                              |
| Edith Baumann           | 1946          | Sekretär des ZK, zuständig für Jugend und Sport                                 | Sekretär des ZK, zuständig für Jugend und Sport                                                                                                | |
| Georg Baumann           | 1950          | Kandidat des ZK                                                                 | 1. Sekretär des VdgB-Landesvorstandes Thüringen                                                                                                | |
| Johannes R. Becher      | 1946          | ZK-Mitglied                                                                     | Präsident des PEN-Zentrum Deutschland, Schriftsteller                                                                                          | |
| Hertha Bergmann         | 1950          | ZK-Mitglied                                                                     | Sekretärin in der SED-Kreisleitung Zwickau-Land                                                                                                | |
| Walter Biering          | 1946          | Kandidat des ZK                                                                 | Landwirt | |
| Erich Birnbaum          | 1950          | Kandidat des ZK                                                                 | Maschinenmeister an der Rostocker Warnow-Werft                                                                                                 | |
| Kurt Böhme              | 1950          | Kandidat des ZK                                                                 | 1. Sekretär der SED-Gebietsleitung Wismut | |
| Werner Bruschke         | 1950          | ZK-Mitglied                                                                     | Ministerpräsident des Landes Sachsen-Anhalt | |
| Otto Buchwitz           | 1946          | ZK-Mitglied                                                                     | Präsident des Sächsischen Landtages, Alterspräsident der Volkskammer                                                                           | |
| Kurt Bürger             | 1946          | ZK-Mitglied                                                                     | 1. Sekretär der SED-Landesleitung Mecklenburg                                                                                                  | am 28. Juli 1951 verstorben                                                                                   |
| Franz Dahlem            | 1946          | Mitglied des Politbüros Sekretär des ZK für Westarbeit                          | Mitglied des Politbüros Sekretär des ZK für Westarbeit                                                                                         | auf der 13. ZK Tagung (13.–14. Mai 1953) seiner Parteifunktionen enthoben und damit aus dem ZK ausgeschlossen |
| Adolf Deter             | 1947          | Kandidat des ZK                                                                 | 1. Vorsitzender des FDGB-Bezirksvorstandes Berlin                                                                                              | |
| Horst Dohlus            | 1950          | Kandidat des ZK                                                                 | 1. Sekretär der SED-Objektleitung Wismut in Oberschlema                                                                                        | |
| Friedrich Ebert junior  | 1946          | Mitglied des Politbüros                                                         | Oberbürgermeister von Ost-Berlin | |
| Max Fechner             | 1947          | ZK-Mitglied                                                                     | Justizminister | auf der 15. ZK Tagung (24.–26. Juli 1953) aus der Partei und damit aus dem ZK ausgeschlossen                  |
| Margot Feist-Altenkirch | 1950          | ZK-Mitglied                                                                     | 1. Sekretärin der SED-Kreisleitung Brandenburg/Havel                                                                                           | |
| Margot Feist            | 1950          | Kandidat des ZK                                                                 | Vorsitzende der Pionierorganisation Ernst Thälmann                                                                                             | |
| Lena Fischer            | 1950          | ZK-Mitglied                                                                     | 1. Sekretärin der SED-Kreisleitung Berlin-Köpenick                                                                                             | auf der 13. ZK Tagung (13.–14. Mai 1953) aus der Partei und damit aus dem ZK ausgeschlossen                   |
| Eduard Götzl            | 1950          | Kandidat des ZK                                                                 | Parteisekretär der Maxhütte Unterwellenborn | |
| Ernst Großmann          | 1952          | Kandidat des ZK                                                                 | Vorsitzender der 1. LPG der DDR in Merxleben                                                                                                   | auf der II. Parteikonferenz im Juli 1952 gewählt                                                              |
| Otto Grotewohl          | 1946          | Mitglied des Politbüros                                                         | Ministerpräsident der DDR | |
| Kurt Hager              | 1950          | Kandidat des ZK                                                                 | Leiter der Abteilung Parteischulung und Parteipropaganda beim ZK der SED; Professor für Dialektischen u. historischen Materialismus an der HUB | |
| Helmut Hartwig          | 1950          | Kandidat des ZK                                                                 | 2. Sekretär des Zentralrates der FDJ | |
| Gerhard Heidenreich     | 1950          | Kandidat des ZK                                                                 | stellvertretender Leiter der Abteilung Kader des ZK der SED                                                                                    | |
| Rudolf Herrnstadt       | 1950          | Kandidat des Politbüros                                                         | Chefredakteur des SED-Zentralorgans Neues Deutschland                                                                                          | auf der 15. ZK Tagung (24.–26. Juli 1953) aus dem ZK ausgeschlossen                                           |
| Ernst Hoffmann          | 1946          | ZK-Mitglied                                                                     | 2. Sekretär der SED-Landesleitung Groß-Berlin                                                                                                  | |
| Heinz Hoffmann          | 1950          | Kandidat des ZK                                                                 | stellvertretender Minister des Innern; Leiter der Hauptverwaltung Ausbildung; Generalinspekteur                                                | |
| Gerda Holzmacher        | 1950          | ZK-Mitglied                                                                     | Sekretärin in der SED-Landesleitung Thüringen                                                                                                  | |
| Erich Honecker          | 1946          | Kandidat des Politbüros                                                         | 1. Sekretär des Zentralrates der FDJ | |
| Hans Jendretzky         | 1946          | Kandidat des Politbüros                                                         | 1. Sekretär der SED-Landesleitung Groß-Berlin                                                                                                  | |
| Katharina Kern          | 1946          | ZK-Mitglied                                                                     | Leiterin des Hauptabteilung Mutter und Kind im Ministerium für Gesundheitswesen                                                                | |
| Heinz Keßler            | 1946          | ZK-Mitglied                                                                     | Sekretär des Zentralrates der FDJ | |
| Rudolf Kirchner         | 1950          | Kandidat des ZK                                                                 | Abteilungsleiter für Arbeit und Sozialpolitik im FDGB-Bundesvorstand                                                                           | |
| Bernard Koenen          | 1946          | ZK-Mitglied                                                                     | 1. Sekretär der SED-Landesleitung Sachsen-Anhalt                                                                                               | |
| Wilhelm Koenen          | 1946          | ZK-Mitglied                                                                     | Leiter des Sekretariats der Provisorischen Volkskammer                                                                                         | |
| Walter Krebaum          | 1950          | Kandidat des ZK                                                                 | stellvertretender Leiter der Abteilung Landwirtschaft beim ZK der SED                                                                          | auf der 9. ZK Tagung (8. Juli 1952) aus der Partei und damit auch dem ZK ausgeschlossen                       |
| Adolf Kupke             | 1950          | Kandidat des ZK                                                                 | Bauer; stellvertretender Vorsitzender des VdgB-Landesvorstandes Brandenburg                                                                    | |
| Hans Lauter             | 1950          | Sekretär des ZK, zuständig für Kultur                                           | Sekretär des ZK, zuständig für Kultur | |
| Fritz Lange             | 1950          | Kandidat des ZK                                                                 | Leiter der Zentralen Kommission für Staatliche Kontrolle                                                                                       | |
| Helmut Lehmann          | 1946          | ZK-Mitglied                                                                     | Vorsitzender des Zentralvorstandes der Sozialversicherung der DDR                                                                              | |
| Bruno Leuschner         | 1950          | ZK-Mitglied                                                                     | Staatssekretär und 1. Stellvertreter des Ministers für Planung                                                                                 | |
| Friedrich Leutwein      | 1950          | ZK-Mitglied                                                                     | Rektor der Bergakademie Freiberg | |
| Karl Litke              | 1946          | Kandidat des ZK                                                                 | Hauptabteilungsleiter im Ministerium für Arbeit und Gesundheit                                                                                 | |
| Ernst Lohagen           | 1946          | ZK-Mitglied                                                                     | 1. Sekretär der SED-Landesleitung Sachsen | auf der 8. ZK Tagung (21.–23. Februar 1952) aus dem ZK ausgeschlossen                                         |
| Heinz Maß               | 1952          | Kandidat des ZK                                                                 | Werkleiter in Halle | auf der II. Parteikonferenz im Juli 1952 gewählt                                                              |
| Hermann Matern          | 1946          | Mitglied des Politbüros                                                         | Vorsitzender der Zentralen Parteikontrollkommission (ZPKK9 der SED)                                                                            | |
| Karl Mewis              | 1950/1952     | Kandidat des ZK ZK-Mitglied                                                     | Sekretär für Agitation und Propaganda der SED-Landesleitung Mecklenburg                                                                        | auf der 8. ZK Tagung (21.–23. Februar 1952) als ZK-Mitglied bestätigt                                         |
| Erich Mielke            | 1950          | ZK-Mitglied                                                                     | Staatssekretär und stellvertretender Minister für Staatssicherheit                                                                             | |
| Carl Moltmann           | 1946          | ZK-Mitglied                                                                     | Landtagspräsident des Landtages vom Mecklenburg                                                                                                | |
| Erich Mückenberger      | 1950          | Kandidat des Politbüros                                                         | 1. Sekretär der SED-Landesleitung Thüringen | |
| Gerhard Neukranz        | 1950          | Kandidat des ZK                                                                 | 1. Sekretär der FDJ-Landesleitung Sachsen-Anhalt                                                                                               | |
| Fred Oelßner            | 1947          | Mitglied des Politbüros Sekretär des ZK, zuständig für Propaganda               | Mitglied des Politbüros Sekretär des ZK, zuständig für Propaganda                                                                              | |
| Wilhelm Pieck           | 1946          | Mitglied des Politbüros                                                         | Präsident der DDR | |
| Alois Pisnik            | 1950          | ZK-Mitglied                                                                     | Sekretär im SED-Landesvorstand Sachsen-Anhalt                                                                                                  | |
| Heinrich Rau            | 1950          | Mitglied des Politbüros                                                         | Minister für Planung | |
| Willy Rumpf             | 1950          | Kandidat des ZK                                                                 | Staatssekretär im Ministerium der Finanzen | |
| Erich Rutha             | 1950          | Kandidat des ZK                                                                 | 1. Sekretär der SED-Kreisleitung Berlin-Wedding                                                                                                | |
| Willi Sägebrecht        | 1946          | ZK-Mitglied                                                                     | 1. Sekretär der SED-Landesleitung Brandenburg                                                                                                  | |
| Karl Schirdewan         | 1953          | ZK-Mitglied                                                                     | Leiter der Westabteilung beim ZK der SED | auf der 15. ZK Tagung (24.–26. Juli 1953) in das ZK kooptiert                                                 |
| Hermann Schlimme        | 1946          | ZK-Mitglied                                                                     | 2. Vorsitzender des FDGB-Vorstandes für Groß-Berlin                                                                                            | |
| Elli Schmidt            | 1946          | Kandidatin des Politbüros                                                       | Vorsitzende des Bundesvorstandes des DFD | |
| Otto Schön              | 1950          | Sekretär des ZK                                                                 | 2. Sekretär der SED-Landesleitung Sachsen | |
| Helmut Scholz           | 1950          | Kandidat des ZK                                                                 | Lokführer, Aktivist | |
| Gretl Schuster          | 1950          | Kandidat des ZK                                                                 | | |
| Kurt Seibt              | 1950          | Kandidat des ZK                                                                 | Sekretär der SED-Landesleitung Brandenburg | |
| Käte Selbmann           | 1950          | Kandidat des ZK                                                                 | Leiterin der Abteilung Frauen beim ZK der SED                                                                                                  | |
| Karl Steinhoff          | 1949          | ZK-Mitglied                                                                     | Minister des Inneren der DDR; Professor für Verwaltungsrecht an der HUB                                                                        | |
| Wolfgang Steinke        | 1950          | Kandidat des ZK                                                                 | Abteilungsleiter im Zentralrat der FDJ | |
| Willi Stoph             | 1950          | Sekretär des ZK                                                                 | Leiter des Büros für Wirtschaftsfragen beim Ministerrat der DDR                                                                                | |
| Paul Sztob              | 1950          | Kandidat des ZK                                                                 | Neubauer | |
| Walter Ulbricht         | 1946          | 1. Sekretär des ZK Mitglied des Politbüros                                      | | |
| Fritz Uschner           | 1950          | Kandidat des ZK                                                                 | 2. Sekretär der SED-Kreisleitung Magdeburg | auf der 13. ZK Tagung (13.–14. Mai 1953) aus der Partei und damit aus dem ZK ausgeschlossen                   |
| Paul Verner             | 1950          | Sekretär des ZK, zuständig für gesamtdeutsche Fragen                            | Sekretär des ZK, zuständig für gesamtdeutsche Fragen                                                                                           | |
| Kurt Vieweg             | 1949          | Sekretär des ZK, zuständig für Landwirtschaftsfragen                            | Sekretär des ZK, zuständig für Landwirtschaftsfragen                                                                                           | |
| Paul Wandel             | 1946          | ZK-Mitglied                                                                     | Minister für Volksbildung | |
| Hans Warnke             | 1946          | ZK-Mitglied                                                                     | Staatssekretär im Innenministerium der DDR | |
| Herbert Warnke          | 1949          | Sekretär des ZK; Vorsitzender des Freien Deutschen Gewerkschaftsbundes          | Sekretär des ZK; Vorsitzender des Freien Deutschen Gewerkschaftsbundes                                                                         | |
| Rosa Winkler            | 1952          | Kandidat des ZK                                                                 | stellvertretende DFD-Bundesvorsitzende | auf der II. Parteikonferenz im Juli 1952 gewählt                                                              |
| Otto Winzer             | 1950          | ZK-Mitglied                                                                     | Staatssekretär und Chef der Privatkanzlei des Präsidenten der DDR Wilhelm Pieck                                                                | |
| Erich Wirth             | 1950/1952     | Kandidat des ZK ZK-Mitglied                                                     | Dreher | auf der 8. ZK Tagung (21.–23. Februar 1952) als ZK-Mitglied bestätigt                                         |
| Wilhelm Zaisser         | 1950          | Mitglied des Politbüros                                                         | Minister für Staatssicherheit | auf der 15. ZK Tagung (24.–26. Juli 1953) aus dem ZK ausgeschlossen                                           |
| Gerhart Ziller          | 1953          | Sekretär des ZK für Wirtschaftspolitik, Minister für Schwermaschinenbau der DDR | Sekretär des ZK für Wirtschaftspolitik, Minister für Schwermaschinenbau der DDR                                                                | auf der 15. ZK Tagung (24.–26. Juli 1953) in das ZK kooptiert                                                 |